# Horacio Coppola
Pour les articles homonymes, voir Coppola.
Horacio Coppola, né le 31 juillet 1906 à Buenos Aires et mort dans cette ville le 18 juin 2012, est un photographe et cinéaste argentin.

## Biographie
Il est le mari de la photographe d'origine allemande Grete Stern (1904-1999). Il a étudié à l'institut des arts et métiers Bauhaus.

## Galerie

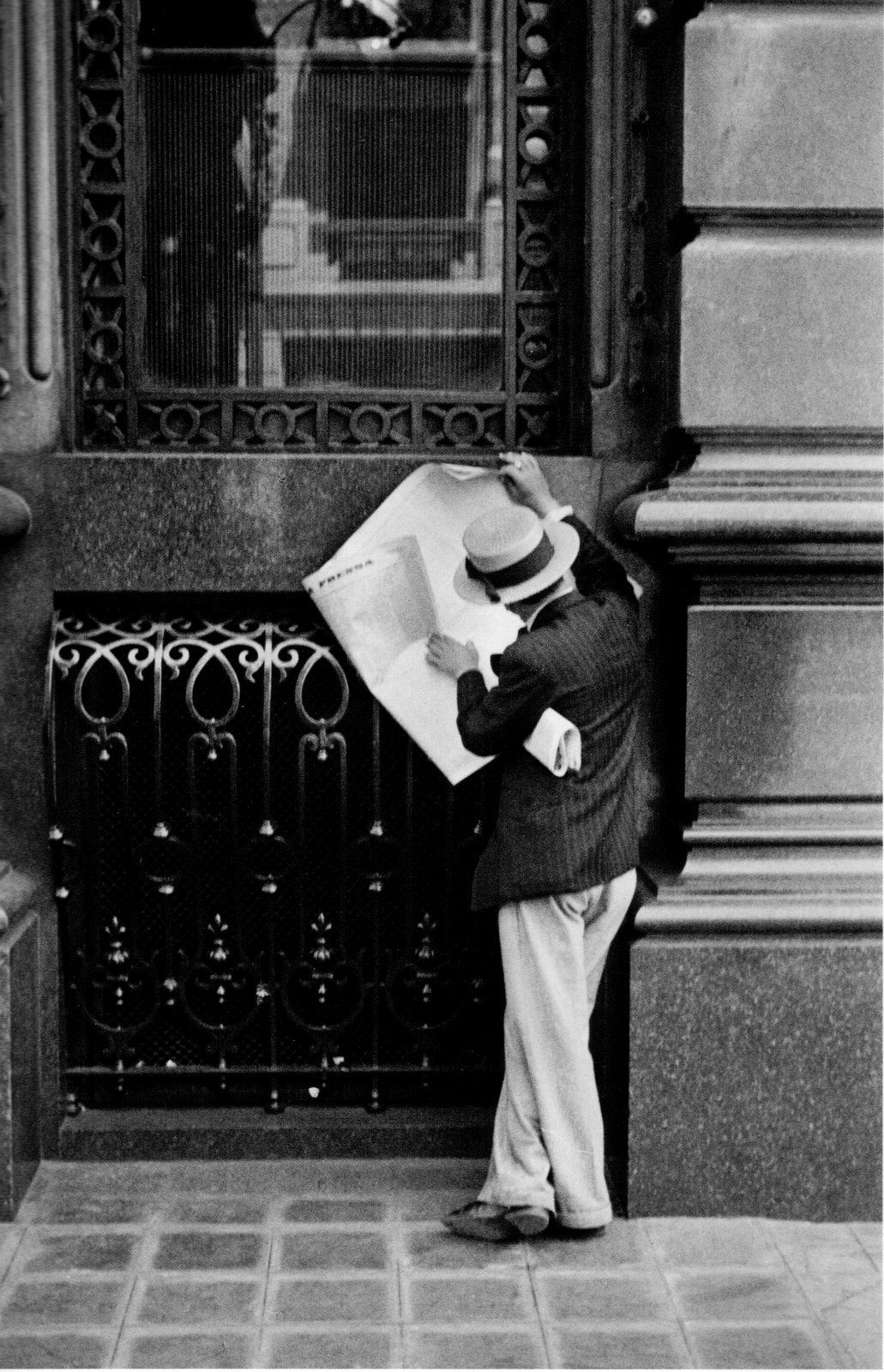
Avenue de mai, entre le Pérou et Bolivar, Buenos Aires, 1936
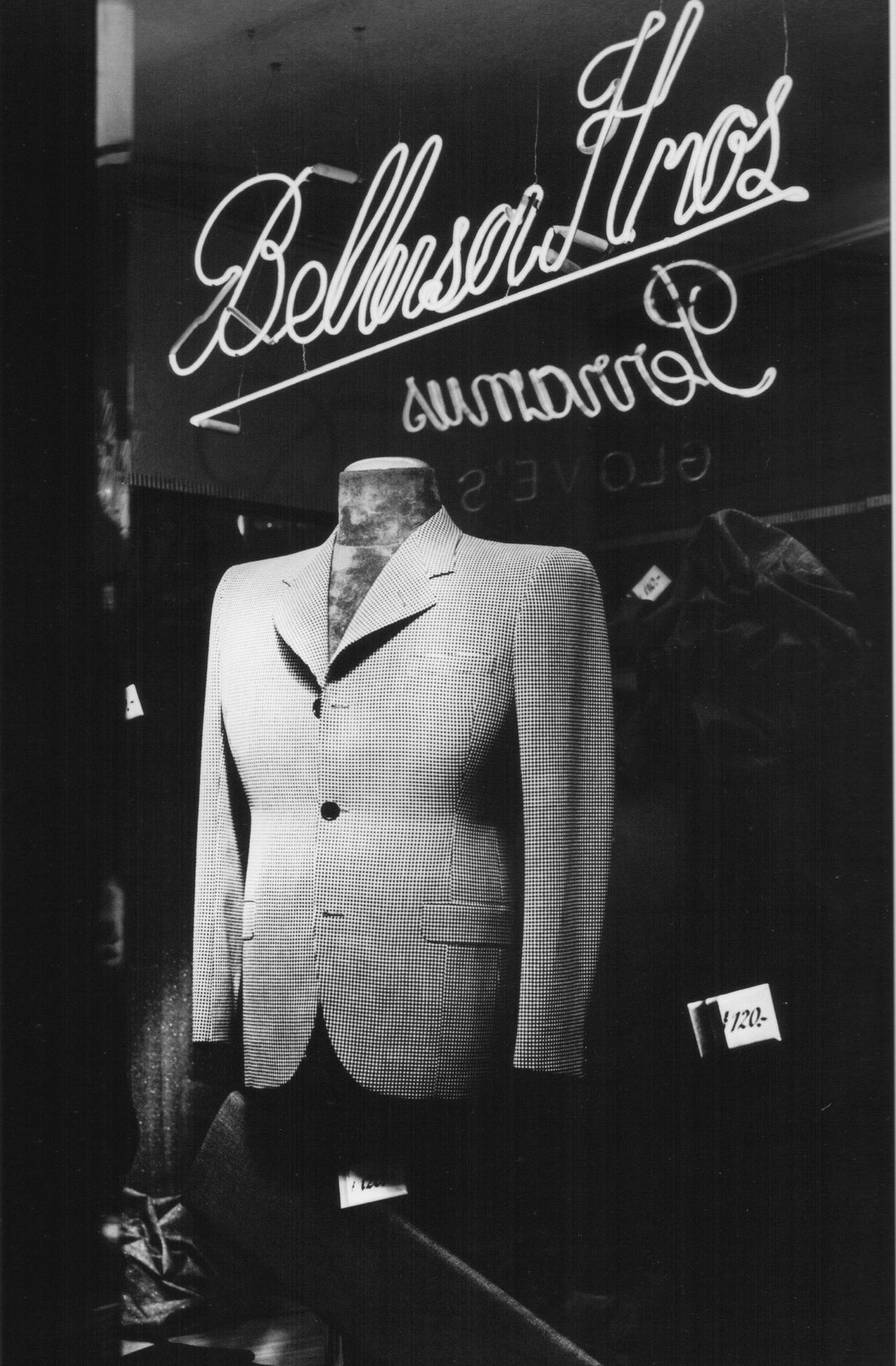
Vitrine, entre Sarmiento et Suipacha, Buenos Aires, 1936
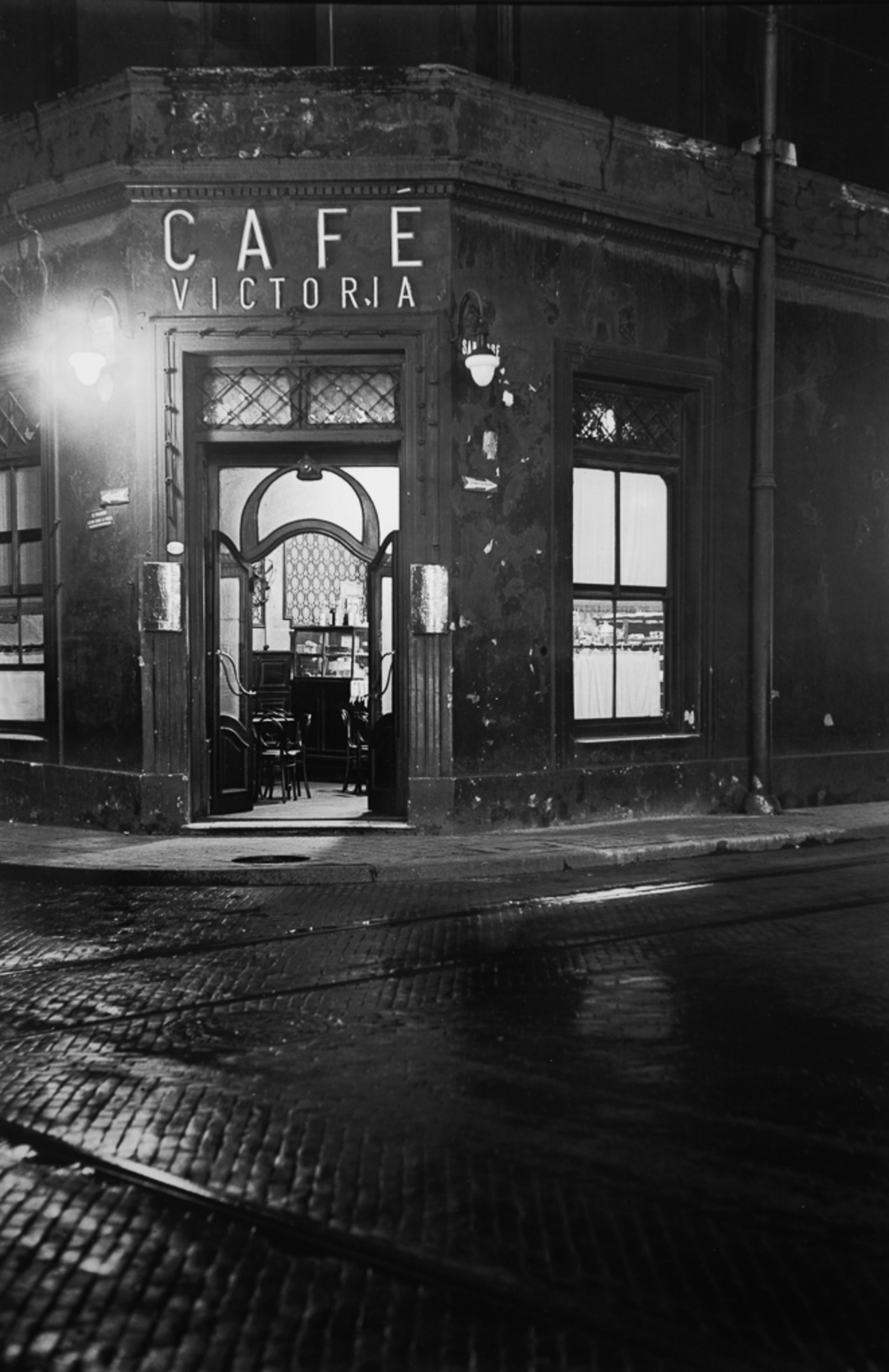
Café Victoria à San José, Buenos Aires, 1936
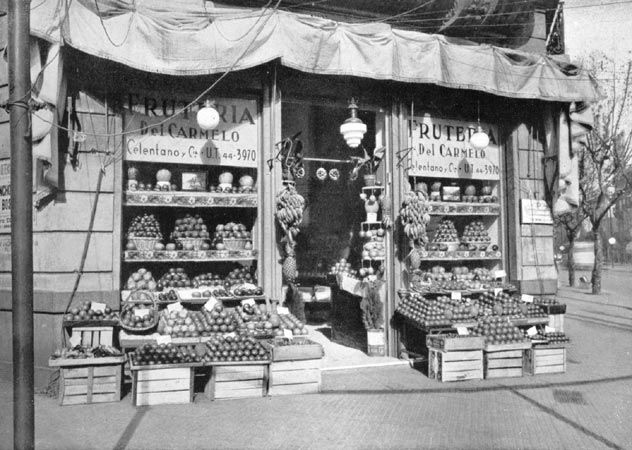
Marchand de fruits, Buenos Aires, 1936
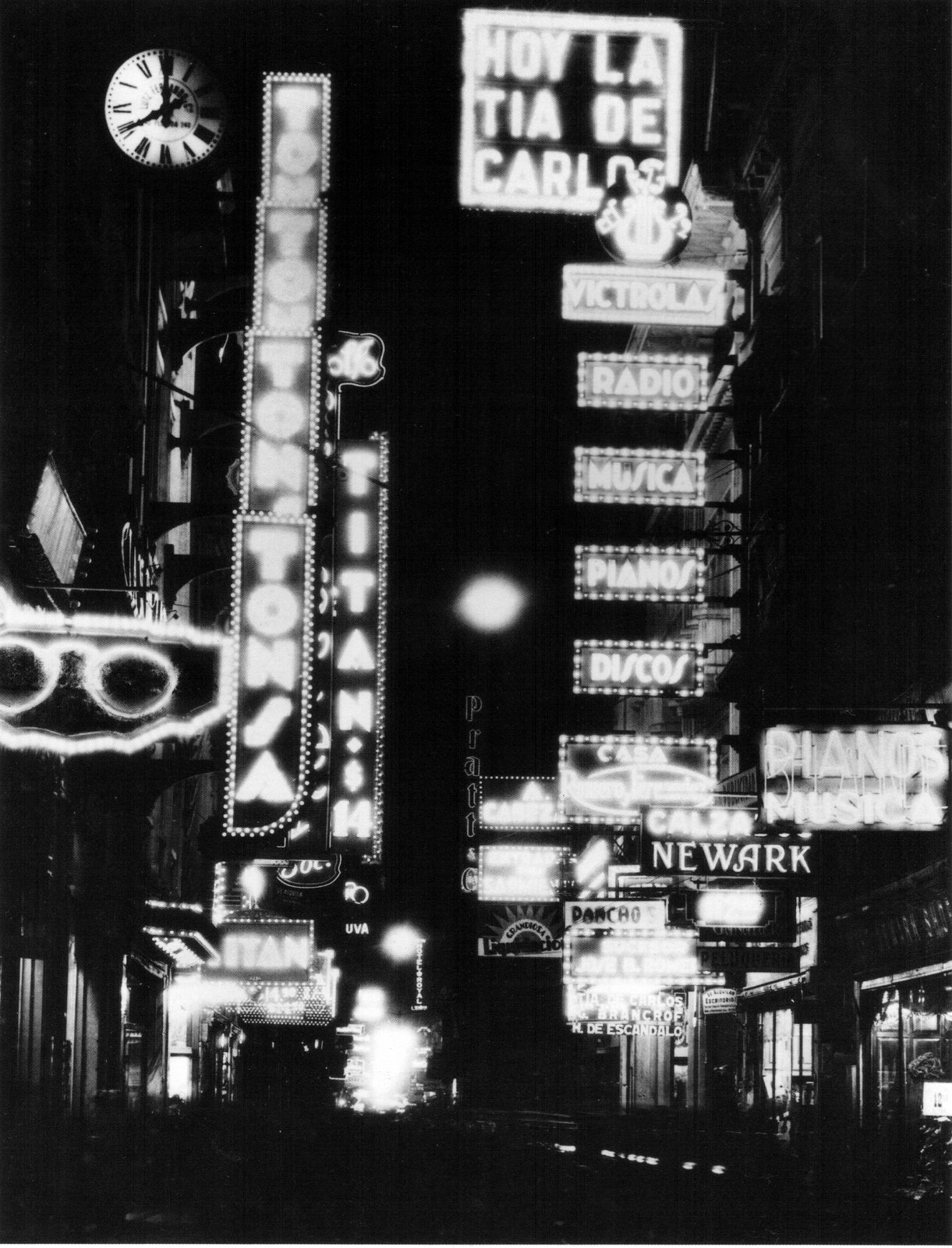
Florida Street, Buenos Aires, 1936
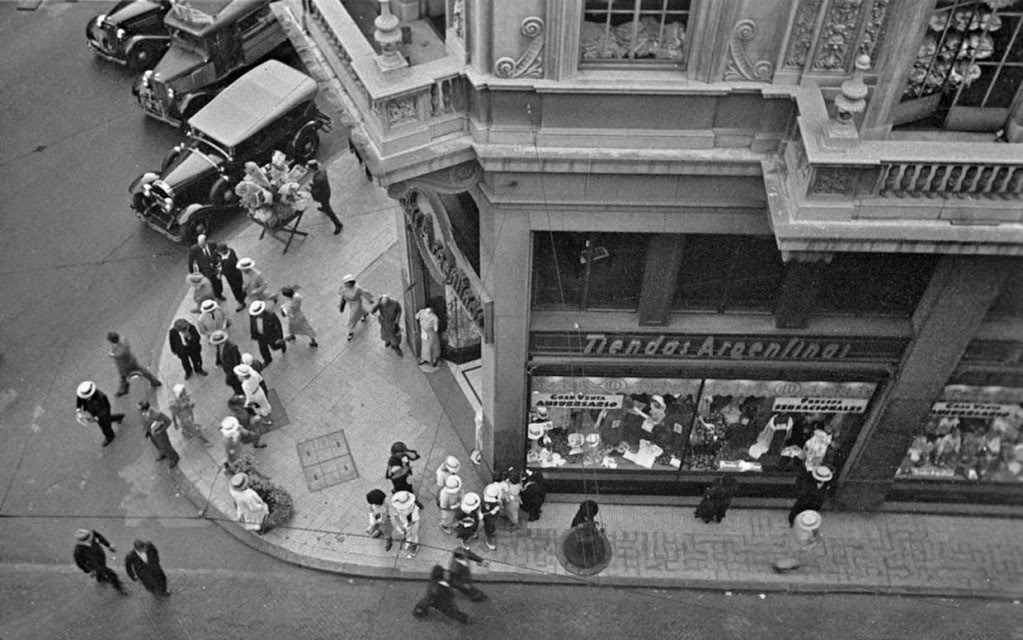
Esquina de Diagonal Norte y Suipacha, Buenos Aires, 1936
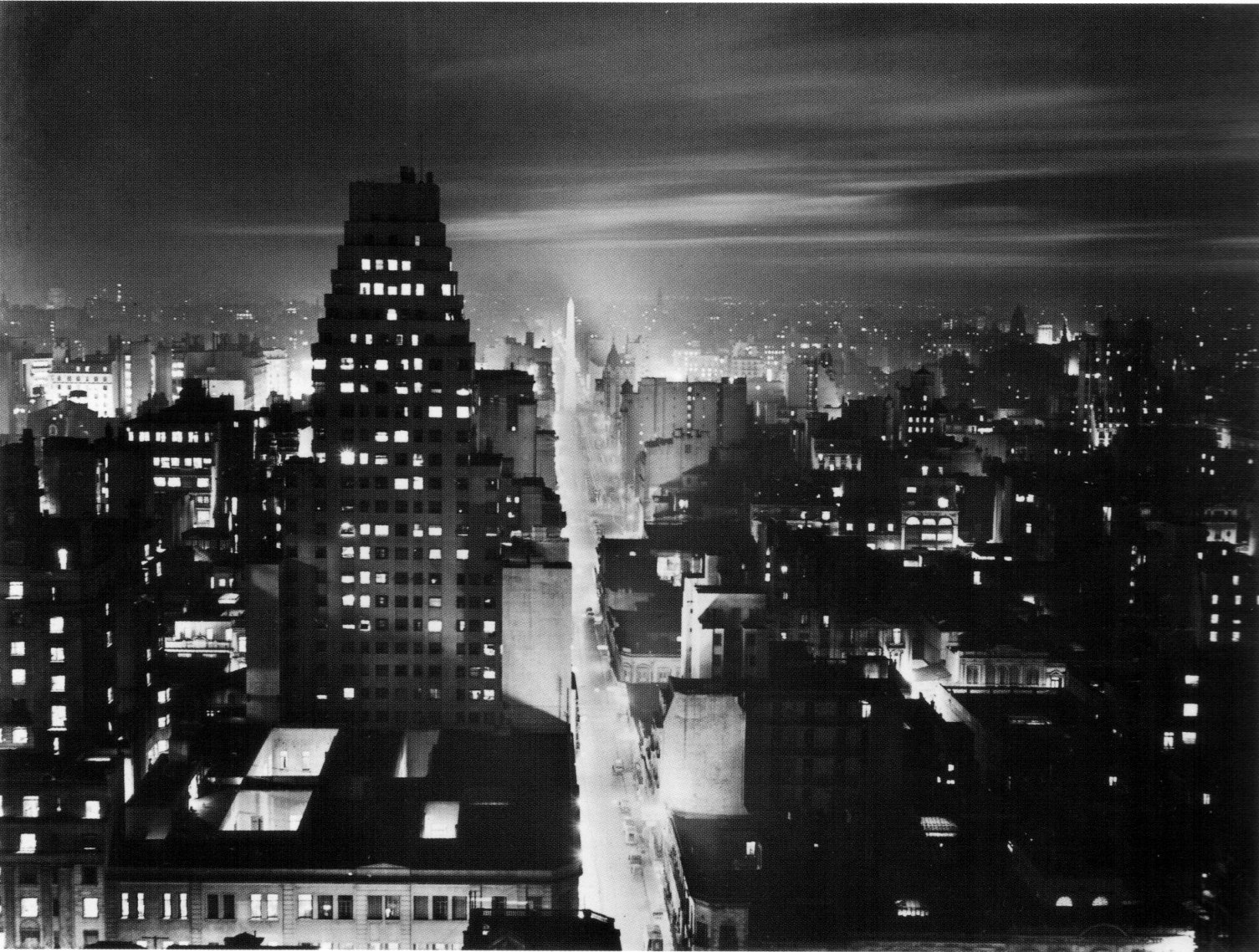
Vue nocturne de l'édifice COMEGA sur l'avenue Corrientes, Buenos Aires, 1936
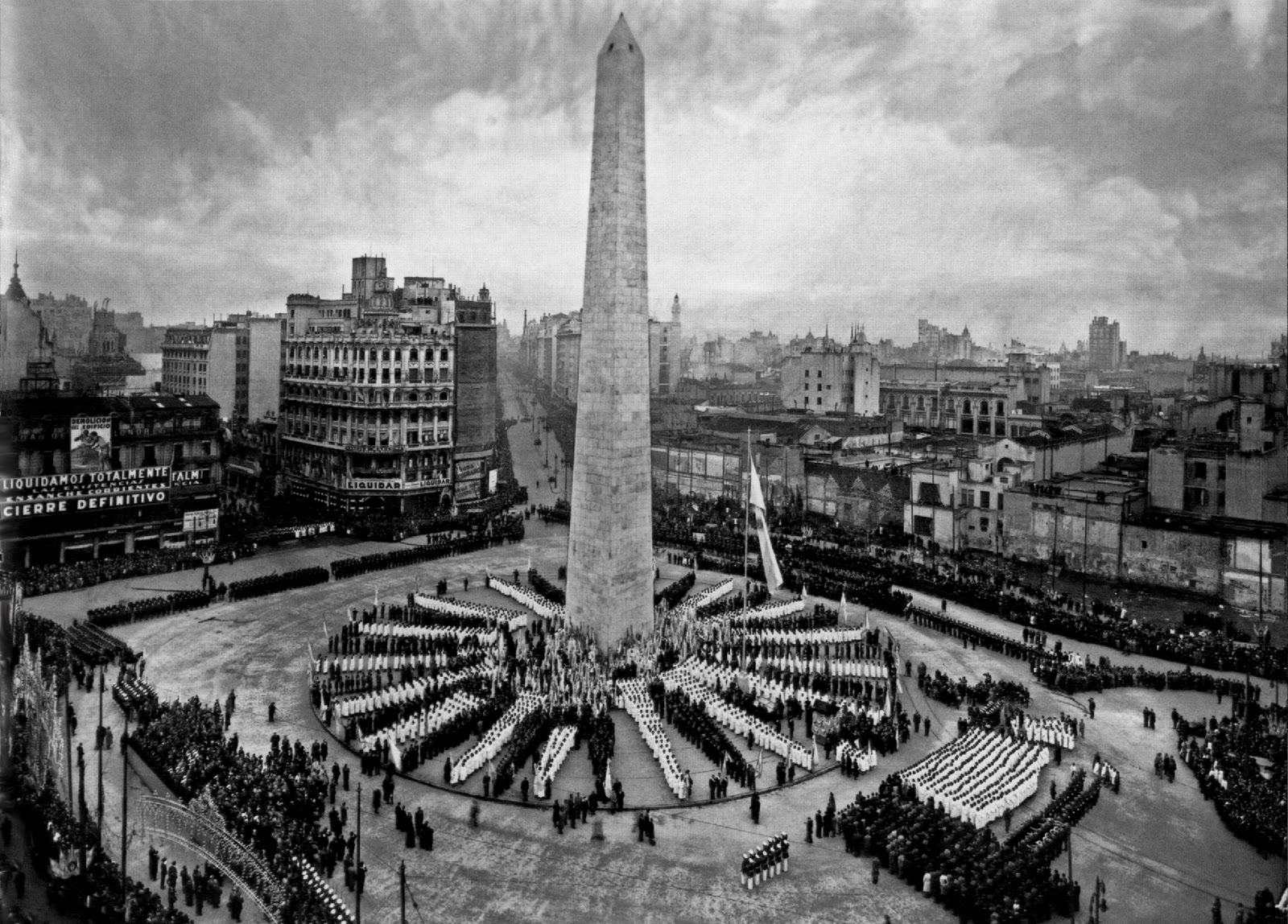
Plaza de la República, Día de la Bandera, photographie de la série Buenos Aires 1936